# Emanuel von Bretfeld zu Kronenburg
Freiherr Emanuel von Bretfeld zu Kronenburg (auch: Emanuel von Bretfeld zu Cronenburg) (* 3. Februar 1774 in Prag; † 7. Juni 1840 in Gräfenberg) war ein böhmischer Offizier.

## Leben

### Familie
Emanuel von Bretfeld zu Kronenburg entstammte einem Adelsgeschlecht aus Krumau in Südböhmen. Sein Vater war Joseph von Bretfeld und seine Mutter, dessen zweite Ehefrau, war Maria Anna Chlumczansky von Przestawik und Chlumczan (* unbekannt; † 1819). Seine Geschwister waren:
- Freiherr Anton Peter von Bretfeld zu Kronenburg (* 28. April 1767; † unbekannt)
- Freiherr Franz Joseph von Bretfeld-Chlumczansky;
- Antonia Theresia von Bretfeld zu Kronenburg (* 27. Juni 1779; † unbekannt).

Emanuel von Bretfeld zu Kronenburg war seit dem 1. Mai 1810 verheiratet mit Gräfin Maria Caroline Christine Wilhelmina (* 16. Januar 1785 in Karlsbad; † 22. Februar 1842 in Wien), eine Tochter des Grafen Ferdinand Anton von Ahlefeldt und dessen Ehefrau Prinzessin Maria Theresia geb. Thurn und Taxis (1755–1823). Gemeinsam hatten sie vier Kinder:
- Freiin Maria Theresia von Bretfeld zu Kronenburg (* 8. April 1811; † unbekannt);
- Freiin Karoline Eleonore von Bretfeld zu Kronenburg (* 5. August 1813 in Prag; † 20. August 1857 in Šentjur pri Celju); verheiratet mit August Ferdinand Karl Cloßmann (* 16. Januar 1809 in München; † 18. September 1865 in Graz);
- Freiherr Karl Egon von Bretfeld zu Kronenburg (* 7. August 1819; † unbekannt);
- Emanuel Gabriel von Bretfeld zu Kronenburg (* 25. März 1821; † 16. August 1875).

### Werdegang
Emanuel von Bretfeld zu Kronenburg trat 1789 als Kadett in das Husarenregiment des Grafen Dagobert Sigmund von Wurmser ein. Er nahm im gleichen Jahr an der Belagerung Belgrads unter Feldmarschall Gideon Ernst von Laudon teil, als dort die kaiserlichen Gruppen im russisch-österreichischen Türkenkrieg gegen die Türken kämpften. 1790 wurde er zum Leutnant befördert. Nach Beendigung des türkischen Feldzugs wurde das Regiment nach Schlesien zurückgeführt und blieb dort, bis es Mitte 1792 zu Beginn des Ersten Koalitionskrieges nach Frankreich beordert wurde. 1806 wurde er zum Rittmeister befördert.
1809 erfolgte die Versetzung zum Husarenregiment (später: K.u.k. Husarenregiment „Graf Nádasdy“ Nr. 9) des Grafen Johann Maria Philipp Frimont von Palota als Major. Dort erhielt er den Auftrag, mit einem Bataillon Triester, einem Bataillon Gränzer und einer Division Frimont-Husaren die Festung Gradiska zu überfallen sowie Palmanuova zu belagern. Bei den Kämpfen in Maria-Lunga wurde er schwer verwundet. Nach seiner Genesung erhielt er die Beförderung zum Oberstleutnant. Nach dem Frieden von Schönbrunn von 1809 wurde sein Regiment in die Stationierungsquartiere in Kroatien und Ungarn versetzt; dort blieben sie bis 1813. 1813 war Breitfeld zu Kronenburg wesentlich an den Kämpfen in Bassano del Grappa, Caldiero, St. Michael und Mozambano beteiligt.
1814 wurde er zum Oberst und Kommandanten beim Husarenregiment des Joseph von Österreich (ab 1893 K.u.k. Husarenregiment „Friedrich Leopold von Preußen“ Nr. 2) ernannt. Das Regiment befand sich in Trier und er verblieb dort bis 1815. Nachdem Napoleon Bonaparte, von Elba kommend, am 1. März 1815 in Cannes gelandet war, wurde Bretfeld nach Kronenburg zum Schutz des kaiserlichen Hoflagers befohlen. Er marschierte mit dem Hoflager von Mannheim nach Paris. Nach dem Zweiten Pariser Frieden rückte er in seine Garnisonsstation in Nagy Enged in Siebenbürgen ein.
1819 wurde er von den "Erzherzog Joseph-Husaren" zu dem in Brandeis in Böhmen stationierten K.u.k. Dragonerregiment „Kaiser Franz I.“ Nr. 1 versetzt.
1827 erfolgte die Beförderung zum Generalmajor und Brigadier und 1830 zum Feldmarschallleutnant und Divisionär.

## Auszeichnungen
Emanuel von Bretfeld zu Kronenburg wurde 1827 der Leopold-Orden verliehen.